# Blast from the Past
Blast from the Past (bra: De Volta para o Presente; prt: O Namorado Atómico) é um filme estadunidense de 1999, do gênero comédia romântica, dirigida por Hugh Wilson e estrelado por Brendan Fraser, Alicia Silverstone, Christopher Walken, Sissy Spacek e Dave Foley.

## Sinopse
Los Angeles, 1962. Calvin Webber (Christopher Walken) é um cientista genial mas paranóico em relação à Guerra Fria. Calvin acredita que os mísseis em Cuba eram o aviso de que uma guerra contra a União Soviética era iminente e assim faz Helen Thomas Webber (Sissy Spacek), sua esposa, descer para um sofisticado abrigo subterrâneo que ele tinha construído. Logo após os dois descerem um avião de caça cai em cima da casa dos Webber, o que faz com que Calvin acredite que tudo foi destruído em uma guerra nuclear e acione uma trava que só abrirá em trinta e cinco anos, que é o tempo que a radiação demora para se dissipar. No abrigo nasce Adam Webber (Brendan Fraser). Durante 35 anos, Adam foi criado com os padrões do início dos anos 60. Em 1998, Adam é mandado à superfície para conseguir mantimentos e encontrar uma esposa que não seja "mutante" (outra confusão de Calvin) e, se possível, que seja de Pasadena. Mas Adam encontra um mundo bem diferente do que esperava, com supermercados e livrarias que só têm material pornográfico, mas gradativamente vai se adaptando a esta nova realidade, principalmente quando conhece Eve Rustikov (Alicia Silverstone), uma jovem bem diferente do que Helen teria idealizado. Entretanto, Eve tem uma grande qualidade: é honesta. Assim, Adam contrata Eve para ajudá-lo a entender este "mundo novo".

## Elenco
- Brendan Fraser como Adam Webber
  - Hayden Tank como Adam - 3 anos
  - Ryan Sparks como Adam - 8 anos
  - Douglas Smith como Adam - 11 anos
- Alicia Silverstone como Eve Rustikoff
- Christopher Walken como Calvin Webber
- Sissy Spacek como Helen Thomas Webber
- Dave Foley como Troy
- Joey Slotnick como Melcher
- Dale Raoul como mãe
- Rex Linn como Dave
- Bill Gratton como chefe de Eve
- Nathan Fillion como Cliff
- Jenifer Lewis como Dr. Nina Aron
- Hugh Wilson como Levy
- Cynthia Mace como Betty
- Harry S. Murphy como Bob
- Carmen Moré como Sophie

## Trilha sonora
- "A Little Belief" – Celeste Prince
- "Honey Please" – Sonichrome
- "I See the Sun" – Tommy Henriksen
- "I Will Buy You a New Life" – Everclear
- "It's a Good Day" – Perry Como
- "It's the End of the World as We Know It (And I Feel Fine)" – R.E.M.
- "Mr. Zoot Suit" – Flying Neutrinos
- "Political Science" – Randy Newman
- "Pretty Babies" – Dishwalla
- "So Long Toots" – Cherry Poppin' Daddies
- "Trou Macacq" – Squirrel Nut Zippers